# Transmac
Transmac ou Transportes Urbanos de Macau SAR (cantonais : 澳门 新 福利公共汽车 有限公司; français : Transports urbains de Macao) est l'une des sociétés chargées des transports urbains en bus de la région administrative spéciale de Macao. Ses activités s'étendent également vers les villes de Guangzhou, Foshan, Xinhui et Wuhu en Chine continentale.
Sa flotte se compose de véhicules Mercedes-Benz Vario minibus (de 1997), Dennis Dart (de 1995), Mitsubishi Fuso et Rosa (fabriqués à partir de 1988), Dennis Dart SLF (de 2004) et King Long/Higer (de 2006).

## Lignes
Transmac exploite 22 lignes de Macao: